# Cuerda (música)

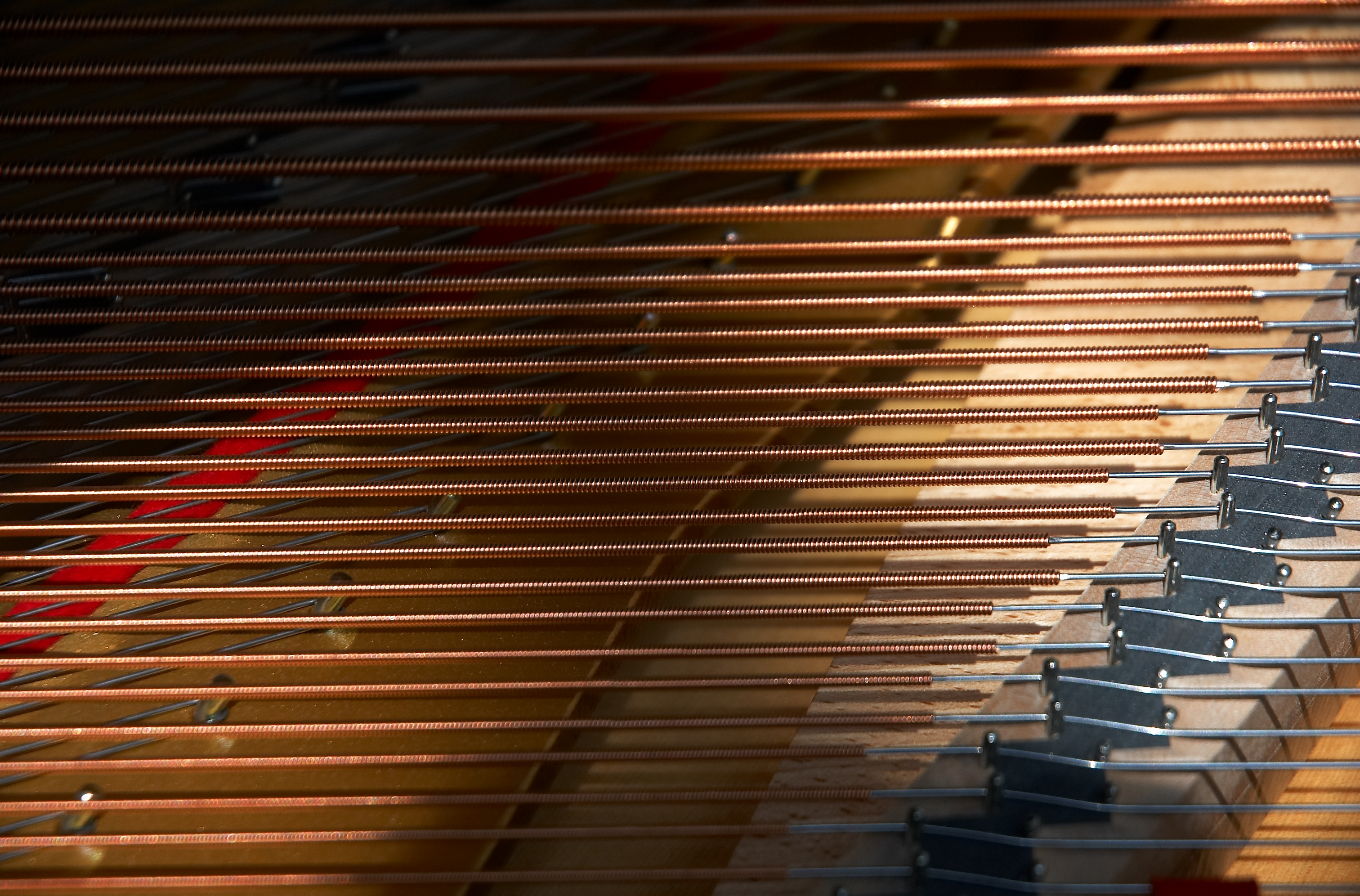
Cuerdas de piano.

Una cuerda es el elemento vibratorio que origina el sonido en los instrumentos musicales de cuerda, tales como la guitarra, el contrabajo, el arpa, el piano, o miembros de la familia de los violines, descendientes lejanos de antiguos instrumentos como vihuelas, fidulas, rabeles y salterios.
Las cuerdas son segmentos formados por un material flexible que permanecen en tensión de modo que puedan vibrar libremente, sin entorpecimiento que provocase una distorsión de la onda acústica. 
Las cuerdas pueden ser lisas, constando así de un material único como acero, nailon, oro o tripas de animales. Shakespeare, en su obra Mucho ruido y pocas nueces (acto II, escena III) pone en boca de Benedicto estas palabras: 

¿No es extraordinario que unas tripas de carnero tengan la propiedad de hacer salir las almas de su envoltura corporal?

 También pueden poseer un interior de seda, o nailon y entorchadas con hilos de acero, cobre, plata u oro en el caso de las notas más agudas del violín. Este entorchado tiene la misión de añadir cierto peso y homogeneidad en la vibración de modo que la cuerda alcance la altura sonora deseada, mientras la mantiene lo suficientemente delgada y flexible para tocar. 
Dependiendo de la construcción del instrumento en donde se usen, las cuerdas usualmente tendrán una bola o bucle en uno de los extremos cuya misión es la sujeción segura de la cuerda al instrumento. Las cuerdas de algunos instrumentos pueden ir envueltas en seda para proteger la cuerda y evitar su rotura puesto que, usualmente, van apoyadas en segmentos de madera. El color y el patrón de dicha seda puede ser utilizado a modo de identificación del tipo de cuerda, de su altura e incluso de los materiales de los cuales está fabricada.
Las cuerdas entorchadas consisten de un centro con un cable o alambre enrollado sumamente apretado alrededor de él y en espiral, de modo que nunca una fracción de cable superponga a otra, por los mismos motivos mencionados antes: una fácil y suave ejecución del sonido.

## Medidas
El tono de una cuerda depende de su peso y por tanto de su diámetro y su densidad, es decir, sus medidas. Tradicionalmente el diámetro viene medido en milésimas de pulgada, esto es, en milésimas de milímetro pues el sistema métrico también es muy utilizado, ante todo en Europa. A mayor tamaño de la cuerda, mayor es su peso. Y a mayor peso, se necesitará una mayor energía para moverlas y por ello oscilarán más lentamente. Cuanto más largas y más pesadas, un sonido más grave producirán. Las cuerdas más pesadas además, requieren una tensión mayor para la misma altura del sonido, o sea, para el mismo tono y son, consecuentemente, más difíciles de presionar con los dedos a la hora de tocar. Si a un instrumento de trastes se le cambian las cuerdas y se le colocan diferentes medidas de cuerda, podría ser necesario ajustar la altura de las cuerdas sobre los trastes, lo que se llama "acción", con el fin de hacer más simple de tocar o evitar que las cuerdas produzcan zumbidos contra los trastes. La "acción" de modificar las alturas de las cuerdas en los instrumentos sin trastes, puede ser también ajustada para acomodar la medida de la cuerda como así también el estilo interpretativo deseado.
Las cuerdas de acero para las guitarras convencionales usualmente vienen en conjuntos de cuerdas ya ajustadas. Los conjuntos de cuerdas vienen generalmente referenciados bien por las medidas de la primera cuerda del instrumento al que se le vayan a colocar, bien por el par de cuerdas primera y última. Algunos fabricantes pueden diferir de otros ligeramente en las medidas. Los ejemplos de datos de debajo proceden de las cartas de cuerdas de D'Addario para cuerdas regulares, entorchadas y con aleación de níquel y plata.
(Nota: Las cuerdas de las tablas grises son entorchadas. Las demás son todas lisas.)
| Nombre                                 | 1 (e) in/mm | 2 (B) in/mm | 3 (G) in/mm | 4 (D) in/mm | 5 (A) in/mm | 6 (E) in/mm |
| -------------------------------------- | ----------- | ----------- | ----------- | ----------- | ----------- | ----------- |
| Extra super light (8-38/20-97)         | .008/0.20   | .010/0.25   | .015/0.38   | .021/0.53   | .030/0.76   | .038/0.97   |
| Super light (9-42/23-107)              | .009/0.23   | .011/0.28   | .016/0.41   | .024/0.61   | .032/0.81   | .042/1.07   |
| Regular light (10-46/25-117)           | .010/0.25   | .013/0.33   | .017/0.43   | .026/0.66   | .036/0.91   | .046/1.17   |
| Extra light w/heavy bass (9-46/23-117) | .009/0.23   | .013/0.33   | .021/0.53   | .029/0.74   | .036/0.91   | .046/1.17   |
| Medium (11-49/28-124)                  | .011/0.28   | .014/0.36   | .018/0.46   | .028/0.71   | .038/0.97   | .049/1.24   |
| Medium w/wound G string (11-52/28-132) | .011/0.28   | .013/0.33   | .020/0.51   | .030/0.76   | .042/1.07   | .052/1.32   |
| Heavy (12-54/30-137)                   | .012/0.30   | .016/0.41   | .020/0.51   | .032/0.81   | .042/1.07   | .054/1.37   |
| Extra heavy (13-56/33-157)             | .013/0.33   | .017/0.43   | .026/0.66   | .036/0.91   | .046/1.17   | .056/1.57   |

Las cuerdas del típico bajo vienen en las siguientes medidas. Nótese que las cuerdas adicionales (quinta y sexta, pues un bajo tan solo tiene cuatro) se venden generalmente por separado. A veces las cuerdas son elaboradas con una escala particular de longitud y vienen en larga, mediana y corta escala.
| Name                    | 1 (G) in/mm | 2 (D) in/mm | 3 (A) in/mm | 4 (E) in/mm | 5 (B) in/mm |
| ----------------------- | ----------- | ----------- | ----------- | ----------- | ----------- |
| Light (40-100/102-254)  | .040/1.02   | .060/1.52   | .080/2.03   | .100/2.54   | .130/3.30   |
| Medium (45-105/114-267) | .045/1.14   | .065/1.65   | .085/2.16   | .105/2.67   | .130/3.30   |

Las cuerdas destinadas a los instrumentos de la familia del violín son vendidos muchas veces en tres medidas denominadas simplemente como "heavy", "medium" y "light" o en alemán "stark", "mittel" y "weich" las cuales mantienen las desinencias del inglés o del alemán debido a que apenas existen fabricantes españoles de cuerdas. Estas desinencias no indican necesariamente que tengan ningún tipo de estandarización asociado con tales medidas.

## Materiales

### Núcleo
El acero forma parte del núcleo de casi todas las cuerdas de metal; otros materiales naturales como la seda o las tripas de procedencia animal, o los sintéticos como el nailon y el kevlar son también utilizados a este fin. (El acero empleado para las cuerdas, llamado también cables de música, es endurecido y atemperado.) En la guitarra, algunas cuerdas Mi (llamadas así porque cuando vibran libres suena dicha nota) están chapadas en oro con intención de mejorar la calidad tímbrica.
Las tripas de oveja y de toro fueron usadas durante mucho tiempo como cuerdas en los instrumentos de cuerda frotada. Este tipo de material es muy sensible a los efectos del cambio de clima y a la humedad, por lo que se desafinan rápido y a menudo y se rompen fácilmente. Tras la introducción de otros materiales, metales y sintéticos, las cuerdas hechas a partir de tripa siguen siendo elaboradas a causa de su sonido cálido (con armónicos más complejos) y algunos intérpretes las consideran mejores. Son usualmente reservadas para instrumentos antiguos como la vihuela, la tiorba, el laúd, el clave, etcétera. Las cuerdas modernas de tripa a veces están entorchadas en hilos metálicos.
Hoy día uno de los tejidos más populares para el interior de las cuerdas de los instrumentos de la familia del violín es el nailon estirado a menudo vendido bajo el nombre comercial de "Perlon". Primero introducido por Thomastik en los setenta y los ochenta, las cuerdas sintéticas son actualmente manufacturadas a gran escala.
La mayor parte de los músicos de cuerda intérpretes de jazz o folk prefieren interiores de acero para sus cuerdas por su respuesta más rápida, su bajo coste y su estabilidad en la afinación mientras que la mayoría de los intérpretes de música clásica prefieren materias sintéticas por sus ricos armónicos y su timbre cálido. 
Con mucho, la combinación de materiales más extendida para un concertista de violín es núcleos sintéticos para las cuerdas sol, re y la y acero para la cuerda más aguda.

### Entorchado
El aluminio es el más común para instrumentos de arco, mientras que para la guitarra y el piano, el bronce es una buena opción. Cobre, níquel, oro, plata y wolframio también se emplean. La plata y el oro son más caros y son usadas por su resistencia a la corrosión y por ser hipoalergénicos.
Las cuerdas entorchadas de cable redondo reciben el nombre de cuerdas entorchadas en redondo; aquellas cuyo entorchado es con cable plano, teniendo por ello una superficie de rozamiento más suave, son llamadas de entorchado plano. Los bajos sin trastes usan más las cuerdas de entorchado plano, al igual los miembros de la familia de cuerdas frotadas. Un tipo de entorchado raro es el semientorchado. Hay también un material llamado "ground round", en el que el material de entorchado es aplanado para conseguir un acabado incluso más suave. Este tipo de procedimiento es sólo utilizado para las cuerdas de bajo y de guitarra eléctrica. Ambos métodos tienen una forma como ovalada, algo intermedio entre el entorchado plano y el entorchado redondo. Algunas cuerdas "deformadas históricamente" usan metal con un entorchado abierto parecido a uno de esos adornos usados en las puertas de las barberías americanas. Las cuerdas para guitarra de "seda y acero" son cuerdas sobreentorchadas con filamentos de seda bajo el entorchado.

## Vibración de la cuerda
Una cuerda vibra en un patrón armónico complejo. Cada vez que una cuerda se pone en movimiento, resuena un conjunto específico de frecuencias con arreglo a series armónicas matemáticas. La frecuencia fundamental es la más grave y la que más se oye, y viene determinada por la densidad, la longitud, la tensión de la cuerda, la humedad, la presión y la temperatura atmosférica. Esta es la frecuencia que nosotros identificamos como la altura de la cuerda. Sobre esa frecuencia, los armónicos son escuchados más "piano" o suave cuanto más agudo sea. Por ejemplo, si la frecuencia fundamental es 440 Hz (el La central en el piano) entonces los armónicos de tal cuerda afinada en ese tono serían 880, 1320, 1760, 2200 Herzios y así hasta el infinito. Los nombres de notas correspondientes a dichas frecuencias son La4, Mi5, La5, Do#6, etcétera. Debido a la masa de las cuerdas, cuanto más agudo sea el armónico más diferente es su afinación con respecto a la fundamental, más se diferencian. Esto es conocido como el fenómeno físico-armónico, y constituye una consideración sumamente importante para los afinadores de pianos quienes intentan alargar la afinación a lo largo de todo el piano para mantener los armónicos más afinados mientras suben por el teclado.

## Corrosión de una cuerda
Los materiales destinados a las cuerdas instrumentales ofrecen un único inconveniente: que son susceptibles de oxidación o de corrosión. Las cuerdas entorchadas que usan metales como el latón o el bronce se corroerán eventualmente a causa de la humedad y las sales procedentes de los dedos del intérprete. Como resultado, la cuerda perderá su brillo en el transcurso del tiempo. Para ayudar a resolver este problema, los fabricantes de cuerdas aplican un baño de metal o una cubierta de polímero para proteger la cuerda de la corrosión.